# Майоров, Василий Николаевич
Васи́лий Никола́евич Майо́ров (18 июля 1918, Новая Письмянка, РСФСР — 11 января 2001, Томск) — ветеран лесной промышленности СССР, генеральный директор Парабельского леспромхоза; Герой Социалистического Труда, кавалер 2-х орденов Ленина и ордена Трудового Красного Знамени, награждён трудовыми медалями.

## Биография
В 1941 году окончил Томский лесотехнический техникум и стал трудиться в системе лесной промышленности СССР, десятилетия работал и возглавлял Парабельский леспромхоз (село Нарым, Парабельский район). Под его руководством предприятие не единожды перевыполняло план по переработке лесоматериалов для народного хозяйства СССР. За высокие заслуги в труде в 1971 году был удостоен высокого звания Героя Социалистического Труда с вручением второго ордена Ленина за ударную работу.

## Награды и звания
- золотая медаль «Серп и Молот» Героя Социалистического Труда (1971)
- два ордена Ленина
- орден Трудового Красного Знамени
- медаль «За доблестный труд. В ознаменование 100-летия со дня рождения Владимира Ильича Ленина» (1970)
- медаль «За доблестный труд в Великой Отечественной войне 1941—1945 гг.» (1945)
- медаль «За трудовое отличие»
- медаль «Тридцать лет Победы в Великой Отечественной войне 1941—1945 гг.» (1975)